# Kranjska industrijska družba
Kranjska industrijska družba (KID, nemško Krainische Industrie Gesellschaft) je bila tretja delniška družba na Kranjskem, ustanovljena leta 1869. Imela je vlogo predhodnice Železarne Jesenice. Ob svojem nastanku je združevala različne gospodarske panoge: metalurgijo, mokarstvo, rudarstvo, koksiranje premoga, premogovništvo in izkoriščanje ter predelavo lesa.

## Ustanovitev Kranjske industrijske družbe
Iznajdba parnega stroja, ki je temeljni mejnik industrijske revolucije, je močno zaznamovala tudi območja današnje Slovenije. V gospodarskem pogledu je bilo 19. stoletje čas industrializacije, ki se je v naših krajih začela s postopno opustitvijo rokodelskih oblik proizvodnje in z gradnjo prvih tovarn s strojno opremo na parni pogon. Med industrijsko revolucijo je na Slovenskem delovalo pet večjih železarskih obratov; na Jesenicah, v Štorah, na Ravnah na Koroškem, na Prevaljah in v Dvoru pri Žužemberku. Eno vidnejših vlog pri razvoju železarstva so imele Jesenice, kjer je bil odkrit postopek za pridobivanje feromangana v plavžu.
Lastniki posameznih fužinskih obratov na Jesenicah so se pred ustanovitvijo Kranjske industrijske družbe hitro menjavali. Obrate na Savi so leta 1766 prevzeli Ruardi, plavške in javorniške pa si je leta 1752 pridobila rodbina Zois. Sprva so njihovi obrati doživljali hiter razcvet, a s prodorom kapitalističnega liberalizma v slovenske dežele se je to ustavilo. Gorenjske fužine so bile v primerjavi s svetovnim tehnološkim napredkom zastarele in pojavila se je potreba po njihovi posodobitvi. Ruardi in Zoisi niso imeli dovolj finančnih sredstev, zato so pomoč poiskali pri ljubljanskih bankirjih in lastnikih parnega mlina – Luckmannih. Ti so bili pripravljeni svoj kapital vložiti v posodobitev takratnih fužin na Gorenjskem in v ustanovitev nove delniške družbe. Tako so se Lambert Karel Luckmann, ljubljanska veletrgovca Karel Kanut Holzer in Vincenc Seunig ter poslovodje Zoisovih železarn domenili, da bi v Ljubljani ustanovili delniško družbo, ki bi prevzela upravljanje industrijskih in rudarskih podjetij. 18. septembra 1869 so jo pod imenom Kranjska industrijska družba vpisali v trgovski register, s tem pa dobila tudi vlogo tretje delniške družbe na Kranjskem. Luckmanni in Zoisi so bili prvi člani te družbe, Ruardi so se jim pridružili čez tri leta. Ob nastanku je družba združevala precej različne panoge: metalurgijo, rudarstvo, mokarstvo, koksiranje premoga, izkoriščanje in predelavo lesa, premogovništvo in hidroenergetiko.

## Širjenje Kranjske industrijske družbe
S postopnim kupovanjem metalurških obratov je KID postala najmočnejše železarsko podjetje na Kranjskem. Leta 1870 je od Zoisovih dedičev odkupil veleposestvo Javornik, plavže in fužine na Javorniku, v Radovni, Mostah, Bohinjski Bistrici in Stari Fužini, rudnik na Belščici ter gozdove skupne površine 494 hektarjev. Eno leto kasneje je KID od Viktorja Ruarda odkupil veleposestvo Bled (28.458 hektarjev), plavž na Savi, dve pudlarski peči z žagami in mlini, posest na Starem plavžu, fužine v Mojstrani, v Globokem, rudnik Savske jame in rudnik manganove rude na Begunjščici. Leta 1872 je prišla v last družbe tudi železarska družba Petrova gora in Topusko na Hrvaškem, kot zadnji pa je leta 1873 sledil nakup fužin na Slapu v Bistriški dolini pri Tržiču. Tako je Kranjski industrijski družbi kmalu po nastanku pripadalo devetnajst obratov v štirinajstih različnih krajih, ki so bili med seboj slabo prometno povezani, fužinarske naprave pa so bile preproste in zastarele. KID je bil ob svoji ustanovitvi zagotovo največja družba na Gorenjskem. Kljub temu pa ni bilo vse tako »rožnato« kot se je sprva zdelo, saj so zaradi slabih poslovnih uspehov že leta 1882 prodali del posesti. 

## Odkritje postopka za pridobivanje feromangana
V obdobju, ko je bil za prvega tehničnega direktorja KID postavljen Lambert von Pantz, je družba dosegala številne uspehe in postala središče takratnega svetovnega zanimanja. Lambert von Pantz je namreč odkril postopek za pridobivanje feromangana v plavžu. Za to inovacijo je KID na svetovni razstavi na Dunaju leta 1873 prejela zlato kolajno, železarna pa je dobila sloves pionirja in tehničnega izumitelja v zgodovini železarstva.
Že leta 1861 je Robert Richter v Leobnu odkril, da ima javorniška zrcalovina 7,5 odstotkov mangana. Tako je Pantz pri svojih poskusih vedno bolj spoznaval koristne lastnosti mangana v železu. Vložil je veliko truda, preden se mu je posrečilo pridobiti v plavžu feromangan, ki so ga doslej znali pridobivati samo v talilnih loncih. Leta 1872 je Pantz svoje odkritje tako izpopolnil, da je lahko izdelal železo s stalnimi 10 do 12 odstotki mangana. Kljub izpopolnitvi pa je s svojimi poskusi nadaljeval in leta 1874 je pri stalni temperaturi 600º C trajno izdeloval železo s 40 odstotki mangana. Tujci so se začeli zanimati, kakšen postopek omogoča Pantzu, da poveča mangansko vsebino. Na Jesenice sta prišla francoska inženirja Gautier in Volton z namenom, da bi zbrala podatke za izdelavo feromangana. Francozi so bili tudi največja konkurenca Kranjski industrijski družbi, saj jim je uspelo izdelati železo s 70 odstotki mangana (uporabili so koks in boljše rude). Ugodne prometne razmere so jim omogočile, da so lahko postavili zanj izredno nizke cene, s katerimi se javorniška proizvodnja ni mogla kosati. Kljub temu pa je kranjski feromangan še več let ostal eden glavnih izvoznih predmetov. Največ so ga izdelali v plavžu na Savi in dosegli najvišjo stopnjo 54 odstotkov mangana.